# Список эпизодов телесериала «Фостеры»
Список серий американской драмы «Фостеры» (англ. The Fosters). Сюжет вращается вокруг жизни двух лесбиянок Лены Адамс и Стеф Фостер, которые воспитывают биологического сына Стеф, Брэндона и приёмных близнецов, Мариану и Хесуса. Лена работает завучем в школе, где учатся её дети, а Стеф является сотрудником полиции. Лена решает удочерить проблемного ребёнка, Калли её брата Джуда, которые побывали в нескольких неблагополучных семьях. Телесериал был продлён на второй сезон 11 октября 2013 года, на третий — 13 января 2015, премьера которого состоялась 8 июля 2015 года.
30 ноября 2015 года телесериал был продлён на четвёртый сезон, премьера которого состоялась 20 июня 2016 года. 10 января 2017 года телеканал ABC Family продлил телесериал на пятый сезон, премьера которого состоялась 11 июля 2017 года.

## Обзор сезонов
| Сезон | Сезон | Эпизоды | Оригинальная дата показа | Оригинальная дата показа |
| Сезон | Сезон | Эпизоды | Премьера сезона          | Финал сезона             |
| ----- | ----- | ------- | ------------------------ | ------------------------ |
|       | 1     | 21      | 3 июня 2013              | 24 марта 2014            |
|       | 2     | 21      | 16 июня 2014             | 23 марта 2015            |
|       | 3     | 20      | 8 июня 2015              | 28 марта 2016            |
|       | 4     | 20      | 20 июня 2016             | 11 апреля 2017           |
|       | 5     | 22      | 11 июля 2017             | 6 июня 2018              |

## Список серий

### Сезон 1 (2013—2014)
| № общий | № в сезоне | Название                                       | Режиссёр        | Автор сценария                                                                                | Дата премьеры   | Зрители в США (млн) |
| --- | ---------- | ---------------------------------------------- | --------------- | --------------------------------------------------------------------------------------------- | --------------- | ------------------- |
| 1 | 1          | «Пилотная серия» «Pilot»                       | Тимоти Басфилд  | Брэд Бредевег и Питер Пейдж                                                                   | 3 июня 2013     | 1,42                |
| Лена встречает проблемного подростка Калли, и просит её временно по жить у неё. Дома Калли встречает жену Лены, Стеф, которая работает в полиции. В их семье живут биологический сын Стеф, Брэндон и приёмные близнецы, Мариана и Хесус. Заручившись помощью Брэндона, Калли начинает поиски своего младшего брата, Джуда. После того, как она пытается забрать его у приёмного отца, он начинает угрожать пистолетом. |            |                                                |                 |                                                                                               |                 |                     |
| 2 | 2          | «Следовательно» «Consequently»                 | Тимоти Басфилд  | Брэд Бредевег и Питер Пейдж                                                                   | 10 июня 2013    | 1,70                |
| Лена и Стэф решают не наказывать Брэндона за то, что он помогал Калли, но в дело вмешивается Майк, биологический отец Брэндона. Пытаясь помочь Мариане, здоровье Хесуса постепенно ухудшается. Отношения Джуда с Леной и Стеф постепенно улучшаются. |            |                                                |                 |                                                                                               |                 |                     |
| 3 | 3          | «Враждебный акт» «Hostile Acts»                | Мелани Майрон   | Дэвид Эрман                                                                                   | 17 июня 2013    | 1,25                |
| Майк хочет наладить отношения с Брэндоном, а Калли встречает нового друга Уайатта. Мариана не хочет, чтобы Хесус встречался с её лучшей подругой Лекси. Девушка Брэндона, Талия, узнает один из самых больших секретов Калли. |            |                                                |                 |                                                                                               |                 |                     |
| 4 | 4          | «Кинсеаньера» «Quinceañera»                    | Джоанна Кернс   | Джоанна Джонсон                                                                               | 24 июня 2013    | 1,89                |
| У Марианы кинсеаньера, поэтому к ним в гости приезжает мама Лены. Талия начинает ревновать Брэндона к Калли. Мариан узнает об отношения Лекси и Хесуса. Стеф и Лену удивляются, когда Мариана говорит, что хочет танцевать с Майком на кинсеаньере, а не с ними. Калли и Уайатт сближаются. |            |                                                |                 |                                                                                               |                 |                     |
| 5 | 5          | «На следующее утро» «The Morning After»        | Бетани Руни     | Пол Скиарротта                                                                                | 1 июля 2013     | 1,78                |
| Стеф и Лена понимают, что в их отношениях пропала романтика. Хесус и Лекси занимаются незащищённым сексом, а Брэндон ревнует Калли к Уайатту. |            |                                                |                 |                                                                                               |                 |                     |
| 6 | 6          | «Суббота» «Saturday»                           | Норман Бакли    | Марисса Джо Церар                                                                             | 8 июля 2013     | 1,77                |
| Лена и Стеф разговаривают за обедом с Хесусом, родителями Лекси, и консервативным отцом Стеф, Фрэнком. Калли посещает сеанс терапии для приемных детей. В то же время, Брэндон имеет важное прослушивание и Майк его портит. Калли больше узнает об Уайате. |            |                                                |                 |                                                                                               |                 |                     |
| 7 | 7          | «Последствие» «The Fallout»                    | Джеффри Мэлман  | Сюжет: Зойла А. Галеано Телесценарий: Брэд Бредевег и Питер Пейдж                             | 15 июля 2013    | 1,79                |
| Лекси совершает отчаянный поступок. Лена хочет, чтобы Калли участвовала в её сеансах терапии, а Джуд пытается произвести впечатление на своего друга Коннора. Родители Лекси наказывают её, когда узнают всю правду об её отношениях с Хесусом. |            |                                                |                 |                                                                                               |                 |                     |
| 8 | 8          | «Чистота» «Clean»                              | Милисент Шелтон | Сюжет: Дэвид Эрман и Пол Скиарротта Телесценарий: Дэвид Эрман                                 | 22 июля 2013    | 1,89                |
| Приезжает бывшая подруга Лены и раскрывает тайну. Калли хочет помочь Талии, когда порочащее её имя видео разлетается по всей школе. Хесус и Мариана хотят, чтобы Ана, биологическая мать, оставила их в покое. |            |                                                |                 |                                                                                               |                 |                     |
| 9 | 9          | «Дежурство» «Vigil»                            | Дэвид Пеймер    | Джоанна Джонсон                                                                               | 29 июля 2013    | 1,87                |
| Стэф была ранена, но незначительно. Далее следуют флэшбэки, где показывают, как встретились Лена и Стэф и как образовалась их семья. Калли рассказывает Брэндону о своей умершей матери. Ану арестовывают. Уайатт понимает, что Калли влюблена в Брэндона. Брэндон пытается помочь Майку справиться с алкогольной зависимость. Хесус находит Ану в приюте для бездомных.                                               |            |                                                |                 |                                                                                               |                 |                     |
| 10 | 10         | «Согласен» «I Do»                              | Джеймс Хейман   | Брэд Бредевег и Питер Пейдж                                                                   | 5 августа 2013  | 2,07                |
| Приходит день свадьбы Лены и Стэф, на которой не появится Фрэнк. Мать Лены и Стэф, Дана и Шэрон, спорят на счёт свадьбы. Джуд видит поцелуй Калли и Брэндона, после чего Калли сбегает. Он считает, что после такого их никогда не усыновит семья Фостеров. Ради счастья Джуда она сбегает, полагая что его усыновят без неё.                                                                                          |            |                                                |                 |                                                                                               |                 |                     |
| 11 | 11         | «Медовый месяц» «The Honeymoon»                | Джеймс Хейман   | Брэд Бредевег и Питер Пейдж                                                                   | 13 января 2014  | 1,92                |
| После побега Калли, семья пытается найти её. Джуд злится на Брэндона из-за того, что случилось на свадьбе. Мариана узнает, что Лекси навсегда уезжает в Гондурас. |            |                                                |                 |                                                                                               |                 |                     |
| 12 | 12         | «Дом и семья» «House and Home»                 | Марта Митчелл   | Джоанна Джонсон                                                                               | 20 января 2014  | 2,14                |
| Калли помещают в групповой дом после совершившего преступления. Брэндон рассказывает правду, почему сбежала Калли. Мариана помогает театральному кружку, чтобы произвести впечатление на парня по имени Чэйз. Хесус пытается попасть в команду по борьбе. |            |                                                |                 |                                                                                               |                 |                     |
| 13 | 13         | «Несказанное» «Things Unsaid»                  | Джоанна Кернс   | Марисса Джо Церар                                                                             | 27 января 2014  | 1,88                |
| Стэф и Лена пытаются держать Брэндона и Калли на расстоянии друг от друга. У Хесуса появляются проблемы в команде. Келси, подруга Марианы, раскрывает тайну её прошлого. |            |                                                |                 |                                                                                               |                 |                     |
| 14 | 14         | «День семьи» «Family Day»                      | Элоди Кин       | Меган Линн и Вэйд Соломон                                                                     | 3 февраля 2014  | 1,80                |
| Лена хочет забеременеть, но откладывает разговор об этом со Стэф. Хесус развивает отношения с Эммой, девушкой из команды. Фостеры посещают Калли в групповом доме и узнают, что она не может вернуться к ним после всего, что сделала. |            |                                                |                 |                                                                                               |                 |                     |
| 15 | 15         | «Священник» «Padre»                            | Милисент Шелтон | Сюжет: Тамара П. Картер Телесценарий: Брэд Бредевег и Питер Пейдж                             | 10 февраля 2014 | 1,83                |
| Смерть Фрэнка заставляет Калли и Джуда вспомнить болезненное прошлое. Отношения Хесуса и Эммы набирают обороты. Стэф узнает секрет Лены, а Майк попадает в неприятности. Калли решает переехать обратно к Фостерам. |            |                                                |                 |                                                                                               |                 |                     |
| 16 | 16         | «Мы против всего мира» «Us Against The World»  | Ли Роуз         | Келли Фуллертон                                                                               | 17 февраля 2014 | 1,68                |
| Брэндон узнаёт, что у Майка появилась новая девушка, Дани. Стэф должна дать показания в суде о том, что произошло в ночь, когда в неё стреляли. Её решение о том, что сказать, может поставить под угрозу её работу. Калли пытается вернуть доверие близких, а Мариана пытается обратить на себя внимание Чэйза. |            |                                                |                 |                                                                                               |                 |                     |
| 17 | 17         | «Дети в зале» «Kids in the Hall»               | Майкл Гроссман  | Меган Линн и Вэйд Соломон                                                                     | 24 февраля 2014 | 1,48                |
| Калли использует свои навыки в фотографиях на благо. Брэндон попадает в беду, а Мариана настигают последствия её дел. |            |                                                |                 |                                                                                               |                 |                     |
| 18 | 18         | «Побеги и возвращения» «Escapes and Reversals» | Мелани Мейрон   | Сюжет: Джоанна Джонсон Телесценарий: Томас Хиггинс                                            | 3 марта 2014    | 1,51                |
| Лекси возвращается и Хесус должен сделать выбор между ней и Эммой. Мариана узнает о жизни Зака, а также о его матери. |            |                                                |                 |                                                                                               |                 |                     |
| 19 | 19         | «Не отпускай» «'Don't Let Go'»                 | Зетна Фуэнтес   | Сюжет: Марисса Джо Церар и Зойла А. Галеано Телесценарий: Келли Фуллертон и Марисса Джо Церар | 10 марта 2014   | 1,21                |
| Встреча Калли и её отца оставляет её в замешательстве. Лена и Стэф приходят к важном решению. Хесус борется с СДВГ, пытаясь принимать лекарства, а Мариана получает приглашение от мамы Зака. |            |                                                |                 |                                                                                               |                 |                     |
| 20 | 20         | «Метрополис» «Metropolis»                      | Марта Митчелл   | Джоанна Джонсон                                                                               | 17 марта 2014   | 1,20                |
| В школе намечается зимний бал и Мариана с Хесусом беспокоятся о датах. Калли номинирована на Зимнюю королеву, а Ана возвращается с плохими новостями. |            |                                                |                 |                                                                                               |                 |                     |
| 21 | 21         | «День Усыновления» «Adoption Day»              | Норман Бакли    | Брэд Бредевег и Питер Пейдж                                                                   | 24 марта 2014   | 1,29                |
| Калли и Джуда почти усыновляют, но из-за проблемы, их прерывают. Брэндон делает неверное решение, о котором он будет жалеть. Лена рассказывает Стэф свой секрет, а Калли ждёт неожиданный визит. |            |                                                |                 |                                                                                               |                 |                     |

### Сезон 2 (2014—2015)
| № общий | № в сезоне | Название                                              | Режиссёр               | Автор сценария                                                     | Дата премьеры   | Зрители в США (млн) |
| --- | ---------- | ----------------------------------------------------- | ---------------------- | ------------------------------------------------------------------ | --------------- | ------------------- |
| 22 | 1          | «Неведомые вещи» «Things Unknown»                     | Тимоти Басфилд         | Норман Бакли и Питер Пейдж                                         | 16 июня 2014    | 1,47                |
| Калли узнаёт, что Дональд не её родной отец. Её отношения с Джудом проходят не лучшие времена. Брэндон не знает как быть с тем, что он и Дани переспали. Ана исчезает. Отношения Хесуса и Эммы вызывают напряжение между ними и членами команды по борьбе. Мариана перекрашивается в блондинку, к большому разочарованию Стэф. |            |                                                       |                        |                                                                    |                 |                     |
| 23 | 2          | «Забери меня отсюда» «Take Me Out»                    | Элоди Кин              | Меган Линн и Вэйд Соломон                                          | 23 июня 2014    | 1,45                |
| Брэндон должен сделать правильное решение на счёт операции, которая может помочь или уничтожить его мечту игры на пианино. Лена и Стэф не могу прийти к одному решению. Роберт Куинн делает тест ДНК на Калли. Брэндон начинает романтические отношения с вокалисткой группы, Лу. Его бывший одноклассник, Мэтт, предлагает помощь в написании музыки для их группы. Стэф пытается узнать у Майка, где тот был в ночь исчезновения Аны. Некто начинает слежку за Калли. Встреча с отцом Коннора, Адамом, создаёт напряжение в их с Джудом отношениях. Брэндон решает повременить с операцией. Калли узнаёт, что незнакомец, который за ней следил, это Роберт Куинн. Она читает письмо от Софии, которая называет себя её сестрой.                           |            |                                                       |                        |                                                                    |                 |                     |
| 24 | 3          | «Игра» «Play»                                         | Марта Митчелл          | Томас Хиггинс                                                      | 30 июня 2014    | 1,37                |
| Лена и Стэф отправляются в «babymoon», оставив Брэндона и Калли отвечать за дом. Друзья Брэндона приглашают некоторых знакомых к нему домой, чтобы послушать новую музыку. Благодаря Мариане и Хесусу всё выход из-под контроля. Попытки Калли утихомирить людей с треском проваливается. |            |                                                       |                        |                                                                    |                 |                     |
| 25 | 4          | «Скажи что-нибудь» «Say Something»                    | Зетна Фуэнтес          | Кэтлин Макги-Андерсон                                              | 7 июля 2014     | 1,42                |
| Калли принимает важное решение в слоев жизни, но это решение может коснуться Джуда не самым лучшим образом. Отношения Калли и Уайатта начинают двигаться вперед, но Калли понимает, что эмоционально не готова сделать следующий шаг. |            |                                                       |                        |                                                                    |                 |                     |
| 26 | 5          | «Если быть честной...» «Truth Be Told»                | Рон Лагомарсино        | Келли Фуллертон                                                    | 14 июля 2014    | 1,61                |
| Группа Брэндона идёт в поход для поиска вдохновения. Калли беспокоится о Джуде и о решение, которое ей пришлось принять. Стэф продолжает расследовать исчезновение Аны. Эмма переосмысливает ее разрыв с Хесусом. |            |                                                       |                        |                                                                    |                 |                     |
| 27 | 6          | «Мать» «Mother»                                       | Ли Роуз                | Джоанна Джонсон                                                    | 21 июля 2014    | 1,51                |
| У Лены появляются проблемы связанные с беременностью. Уайатт приходит к Брэндону за советом. Майк рассказывает Стэф, почему он был с Аной в ночь её исчезновения. |            |                                                       |                        |                                                                    |                 |                     |
| 28 | 7          | «Самый длинный день» «The Longest Day»                | Зинга Стюарт           | Марисса Джо Церар                                                  | 15 июля 2013    | 1,44                |
| Брэндон рассказывает Стэф и Майку, что он переспал с Дани. Хесус страдает от проблем в отношениях. Отсутствия доверия Марианы ставит под угрозу ее выступление в танцевальной группе. |            |                                                       |                        |                                                                    |                 |                     |
| 29 | 8          | «Воссоединение девушек» «Girls Reunited»              | Дейзи Фон Шерлер Майер | Сюжет: Джоанна Джонсон Телесценарий: Брэд Бредевег и Питер Пейдж   | 4 августа 2014  | 1,38                |
| Калли возвращается в «Girls United», но всё идёт не по плану. В доме Фостеров «день свиданий». Стэф получает письмо от Аны. |            |                                                       |                        |                                                                    |                 |                     |
| 30 | 9          | «Неисправный кран» «Leaky Faucets»                    | Ли Роуз                | Сюжет: Кристиан Мартинес Телесценарий: Брэд Бредевег и Питер Пейдж | 11 августа 2014 | 1,35                |
| Все дети отправляются на мексиканский уличный фестиваль. У Калли происходит рецидив панических атак. Ана пытается исправить ошибки прошлого с помощью Майка. |            |                                                       |                        |                                                                    |                 |                     |
| 31 | 10         | «Чья-то маленькая сестра» «'Someone's Little Sister'» | Норман Бакли           | Джоанна Джонсон                                                    | 18 августа 2014 | 1,48                |
| После пожара в «Girls United», девушки сталкиваются с проблемами и Калли просит помощи у Роберта. Из-за давления со стороны отца, Коннор перестает общаться с Джудом. В отношениях Брэндона и Лу нарастает напряжённость. Хесус узнает больше о Хэйли. Из-за давления со стороны Стивенсона, Лена уходит с работы. |            |                                                       |                        |                                                                    |                 |                     |
| 32 | 11         | «Прошлое Рождество» «Christmas Past»                  | Норман Бакли           | Джоанна Джонсон                                                    | 8 декабря 2014  | 1,93                |
| Брэндон вспоминает прошлое Рождество с семьёй. Хесус решает участвовать в конкурсе по украшению дома. Родители Лены проводят Рождество с её сводным братом, Нэйтаном. |            |                                                       |                        |                                                                    |                 |                     |
| 33 | 12         | «Двустволка» «Over Under»                             | Питер Пейдж            | Брэд Бредевег и Питер Пейдж                                        | 19 января 2015  | 1,45                |
| Стэф и Лена не могут прийти в единому мнению в разных вопросах. Брэндону предлагают принять участие в музыкальной программе. |            |                                                       |                        |                                                                    |                 |                     |
| 34 | 13         | «Останься» «Stay»                                     | Элоди Кин              | Марисса Джо Церар                                                  | 26 января 2015  | 1,20                |
| После того, как Киара попадает в неблагоприятную приёмную семью, она просит помощь у Калли. Позже Калли выясняет, что Киара с ней не чиста. Брэндон пытается убедить своих родителей, чтобы отправиться на гастроли со своей группой. Хесус раскрывает секрет Хейли. |            |                                                       |                        |                                                                    |                 |                     |
| 35 | 14         | «Мать-природа» «Mother Nature»                        | Марта Митчелл          | Томас Хиггинс                                                      | 2 февраля 2015  | 1,26                |
| Семья Адамс Фостер идёт в поход в пустыню. Хесус больше может скрывать свою тайну, в то время как Калли и Брэндон пытаются двигаться дальше. |            |                                                       |                        |                                                                    |                 |                     |
| 36 | 15         | «Дневной свет» «Light of Day»                         | Рон Лагомарсино        | Вэйд Соломон и Меган Линн                                          | 9 февраля 2015  | 1,24                |
| Калли воссоединяется с Робертом, в то время как Брэндон пытается убедить мам отпустить его на гастроли. Мариана боится, что Ана попытается разрушить её семью. Джуд и Коннор идут на двойное свидание. |            |                                                       |                        |                                                                    |                 |                     |
| 37 | 16         | «Если бы вы только знали» «If You Only Knew»          | Эйприлл Виннер         | Келли Фуллертон                                                    | 16 февраля 2015 | 1,28                |
| Калли призывает Дафну навестить её дочь, но они боятся, что их прошлое будет против них. Мариана просит маму рассмотреть предложение Аны. Хесус получает возможность посещать лучшую школу борьбы. |            |                                                       |                        |                                                                    |                 |                     |
| 38 | 17         | «Тишина, она держит» «The Silence She Keeps»          | Мелани Мейрон          | Кристиан Мартинес и Дэн Рихтер                                     | 23 февраля 2015 | 1,25                |
| Калли скрывает тайну от Стэф и Лену, в то время как они пытаются справиться с последствиями принятого недавно решения Калли. Мариана пытается пригласить нового танцора в её танцевальную группу. |            |                                                       |                        |                                                                    |                 |                     |
| 39 | 18         | «Теперь услышьте это» «Now Hear This»                 | Роб Морроу             | Томас Хиггинс                                                      | 2 марта 2015    | 1,23                |
| Мариана пытается справиться с драмой в семье Фостеров. В то же время, Калли узнает, что Киара вернулась в Сан-Диего, но всё не так гладко. Она всеми силами пытается ей помочь. |            |                                                       |                        |                                                                    |                 |                     |
| 40 | 19         | «Оправдывание средств» «Justify the Means»            | Джей Карас             | Джоанна Джонсон                                                    | 9 марта 2015    | 1,14                |
| Стэф находит новый способ для удочерения Калли и рассказывает об этой ей и Лене, но оказывается, всё не так очевидно, как кажется на первый взгляд. Брэндону предлагают стать классическим музыкантом. |            |                                                       |                        |                                                                    |                 |                     |
| 41 | 20         | «Не такая девушка» «Not that Kind of Girl»            | Ли Роуз                | Сюжет: Kris Q. Rehl Телесценарий: Брэд Бредевег и Питер Пейдж      | 16 марта 2015   | 1,32                |
| Калли и Мариана сталкиваются со своим прошлым. Калли встречает Лиама еще раз после того, как узнает, что он украл ее личность и использует его, чтобы покупать дорогие кошельки и продукты онлайн с помощью кредитной карты от ее имени, вызывая задержку в ее освобождении. Мариана встречает своих бабушку и дедушку, и рассказывает об Ане и её ребёнке. Устав от гнёта со стороны отца, Коннор открывает всю правду о своей ориентации. Стивенсон поначалу отказывается верить в это, но позже он разрешает общаться Коннору и Джуду. Лена рассказывает Монти о проблемах дома и о сомнениях брака. |            |                                                       |                        |                                                                    |                 |                     |
| 42 | 21         | «Конец начала» «The End of the Beginning»             | Зетна Фуэнтес          | Джоанна Джонсон, Брэд Бредевег и Питер Пейдж                       | 23 марта 2015   | 1,45                |
| Калли посещает дом Роберта, где встречает его отца и Софию. Его отец рассказывает, что не поддерживает Роберта в принуждении Калли жить с ним. После разговора Калли с отцом, он решает переписать родительские права на Стэф и Лену. Джуд идёт в больницу, чтобы увидится с Коннором, но его отец запрещает ему. После приезда в больницу Лены, Джуд рассказывает ей, что Коннор признался отцу, что он — гей. Она пытается объяснить Стивенсону, что отношения Коннора и Джуда не изменит ориентации его сына и он должен просто принять это. Мариана готовиться к танцевальному номеру, но получает растяжения связок лодыжки. По пути в больницу, в машину Хесуса и Марианы врезается другой автомобиль. Примечание: Джейк Т. Остин покидает телесериал. |            |                                                       |                        |                                                                    |                 |                     |

### Сезон 3 (2015—2016)
| № общий | № в сезоне | Название                                     | Режиссёр               | Автор сценария                                                   | Дата премьеры   | Зрители в США (млн) |
| --- | ---------- | -------------------------------------------- | ---------------------- | ---------------------------------------------------------------- | --------------- | ------------------- |
| 43 | 1          | «Обломки» «Wreckage»                         | Питер Пейдж            | Брэд Бредевег и Питер Пейдж                                      | 8 июня 2015     | 1,26                |
| Фостеры справляются с последствиями автокатастрофы, а Хесуса отправляют в школу-интернат. Стеф пытается всеми силами найти водителя. Калли встречает Эй Джея. Брэндон начинает музыкальную программу «Idyllwild», но сталкивается с серьёзной конкуренцией. Джуд признаётся Коннору, что хочет держать отношения в тайне. |            |                                              |                        |                                                                  |                 |                     |
| 44 | 2          | «День Отца» «'Father's Day'»                 | Эйприлл Винней         | Джоанна Джонсон                                                  | 15 июня 2015    | 0,97                |
| Фостеры проводят день отца с Майком и Адамом. Адам узнаёт, что все в школе знают, что Коннор, его сын, гей. Калли проводит этот день с Робертом. Она узнаёт, что София живёт со своей материю, после того, как её родители решили развестись. Из-за участия Дональда в смерти матери Калли и Джуда, она не одобряет его выступление на День Отца. Лена и Стэф предлагают Майку усыновить Эй Джея |            |                                              |                        |                                                                  |                 |                     |
| 45 | 3          | «Дежавю» «Déjà Vu»                           | Чарльз Стрэттон        | Томас Хиггинс                                                    | 22 июня 2015    | 1,00                |
| Стеф говорит Лене, что видела Монти, босса Лены, в гей-клубе. Она спрашивает, знает ли она, что Монти лесбиянка. Они узнают, что Монти встречается с Дженной, но Лене не даёт это покоя. Калли и Брэндону не нравится длительные посиделки Эй Джея в комнате Брэндона. В итоге он крадёт ценную для Брэндона вещь. Позже, он возвращает её, но Брэндон ловит его на этом. Джуд и Коннор посещают тир вместе со Стэф. |            |                                              |                        |                                                                  |                 |                     |
| 46 | 4          | «Больше, чем слова» «More Than Words»        | Дейзи Фон Шерлер Майер | Марисса Джо Церар                                                | 29 июня 2015    | 1,18                |
| Родители Лены приезжают в гости и сообщают, что к ним присоединится её сводный брат Нэйт со своей подругой. Лена, требуя извинений за его расистские высказывания, пытается убедить свою мать, Дану, чтобы та рассказала о них отцу, но видит, что новая подруга Нейта — черная. Дана не хочет рассказывать мужу, но тем не менее за обедом решает, что он должен принести извинения. Отец Лены требует рассказать правду, на что Нэйт говорит ему, что всегда чувствовал себя брошенным отцом. Он обвиняет его, что тот бросил его ради новой семьи. В то же время, Коул приглашает Калли на выпускной ЛГБТ. Во время танца, он целует её. К вечеринке присоединяется Джуд и Коннор. Из-за того, что Джуд не хочет, чтобы все знали, что он — гей, его отношения с Коннором становятся проблематичными. Но после разговора с Коулом, он официально признаёт себя геем и они с Коннором мирятся. |            |                                              |                        |                                                                  |                 |                     |
| 47 | 5          | «Едем на юг» «Going South»                   | Элоди Кин              | Майкл Макленнан                                                  | 6 июля 2015     | 1,30                |
| Получив водительские права, Калли просит Брэндона поехать с ней в Мексику. В это время, мамы находят тест на беременность в мусорном баке и считают, что Калли беременна от Брэндона. Мариана рассказывает, что у неё был секс с Уайаттом. |            |                                              |                        |                                                                  |                 |                     |
| 48 | 6          | «Это моя вечеринка» «'It's My Party'»        | Кис Ван Оострум        | Меган Линн и Вэйд Соломон                                        | 13 июля 2015    | 1,30                |
| Наступает семнадцатый день рождения Калли. Джуд планирует сделать сюрприз и приглашает девушек из «Girls United», Уайатта и Рафаэля. Мариана и Калли планируют купить автомобиль. На вечеринке по случаю дня рождения, Роберт дарит Калл машину. Она отказывается от неё и просит Роберта поговорить с Софией. Калли неуютно чувствует себя на празднике. Уайатт признается Калли, что спал с Марианой. Мариана пытается выпросить у неё прощение. Брэндон всё более скептически относится к Эй Джею. Он узнаёт, что на вечеринке Эй Джей звонил своей брату и лезет с кулаками на него. Майк осуждает действия Брэндона и уходит, не желая разговаривать. Эй Джей преподносит Калли подарок, а затем целует. С это время Стэф смотрит за ними из окна. |            |                                              |                        |                                                                  |                 |                     |
| 49 | 7          | «Вера, надежда и любовь» «Faith, Hope, Love» | Янн Тернер             | Кристиан Мартинес и Kris Q. Rehl                                 | 20 июля 2015    | 1,33                |
| Рита хочет, чтобы Эй Джей переехал в её дом. Эй Джей встречается со своим братом, Таем, который хочет, чтобы тот покинул с ним город. Тай просит не доверять Майку. Калли и Эй Джея арестовывают за угон машины, которую недавно купила Мариана. Брэндон сочиняет уникальный фортепианную пьесу и показывает ее своему другу из Idyllwild для консультации, но он в свою очередь копирует её и представить как свою собственную. Мариана хочет стать крёстной для своей сестры. Ана признаётся, что не чувствует себя хорошей матерью и Лена сообщает ей, что возможно у неё постнатальная депрессия. Лена сообщает Стэф, что она до сих пор не оправилась после потери ребёнка. Позже в дом приходит социальный работник и говорит, что она не даст согласие на удочерение Калли, пока не выяснит всю ситуацию с Брэндоном.                                                                     |            |                                              |                        |                                                                  |                 |                     |
| 50 | 8          | «Дочери» «Daughters»                         | Чандра Уилсон          | Элли Джонсон                                                     | 3 августа 2015  | 1,23                |
| Калли теперь живёт в доме с Ритой, где встречает её дочь Хлою. Перед уходом, Хлоя обвиняют Риту, что та была плохой матерью, а Рита, что та прячет от неё лекарства. В следующий раз, когда она приходит в дом, Рита даёт ей пощёчину. Калли и Брэндон по отдельности отвечают на вопросы соц. работника и случайно дают разные ответы. Брэдон ругается с мамами из-за Эй Джея. Стэф движется к раскрытию дела, где пострадали её дети. В «Girls United» между Брук и Кармен начинается драка, которую пытается остановить Рита. В результате Кармен получает удар. Они обе утверждают, что её ударила Рита и её арестовывают. |            |                                              |                        |                                                                  |                 |                     |
| 51 | 9          | «Айдлуайлд» «Idyllwild»                      | Джоанна Джонсон        | Джоанна Джонсон                                                  | 10 августа 2015 | 1,06                |
| Эпизод начинается с ночи, перед выступление Брэндона на конкурсе «Idyllwild», где решается, что выступит в Дисней Холл. Монти расстается с Дженной, считая что влюблена в Лену. Стеф узнаёт о поцелуе Лены и Монти. Калли передаёт голосовую запись и очищает имя Риты. Но эта же запись доказывает, что Калли и Брэндон поцеловались на благотворительном дне. Считая, что теперь она точно не будет принята в семью Фостеров, Калли решает переспать с Брэндоном. |            |                                              |                        |                                                                  |                 |                     |
| 52 | 10         | «Везучий» «Lucky»                            | Питер Пейдж            | Брэд Бредевег и Питер Пейдж                                      | 17 августа 2015 | 1,24                |
| Лена и Стэф находятся на грани развода. Коннор решает переехать в Лос-Анджелес к матери. Калли официально удочеряет семья Адамс-Фостер. Джуд расстроен переездом Коннора, но после пылкой речи Калли о том, как в её жизни важна семья, он поддерживает его выбор. Они решают поддерживать отношения на расстоянии, и впервые признаются друг другу в любви. Вернувшись домой, они с удивлением обнаруживают Хесуса, который вернулся поздравить Калли с удочерением. Позже он признаётся Марине, что не может вернутся в школу-интернат. Примечание: Ной Сентинео присоединяется к актёрского составу в роли Хесуса. |            |                                              |                        |                                                                  |                 |                     |
| 53 | 11         | «Первые впечатления» «First Impressions»     | Питер Пейдж            | Брэд Бредевег и Питер Пейдж                                      | 25 января 2016  | 1,05                |
| Калли создает сайт «Fost and Found» и привлекает внимание инвестора, которая работает с приёмными семьями. Стэф узнаёт, что за рулем машины, которая врезалась в Хесуса и Мариану сидел брат Эй Джея, Тай, и что Майк пытался скрыть это в память об их умершей бабушки. Тай просить Эй Джея бежать с ним. Лекси возвращается в город и видит, как Мариана сблизилась с Эммой. У Брэндона появляется шанс прослушаться в Джульярдскую школу, но из-за финансовых проблем в семье он не рассказывает мамам об этом. Мать Стэф беспокоится о её здоровье. |            |                                              |                        |                                                                  |                 |                     |
| 54 | 12         | «Смешанные сообщения» «Mixed Messages»       | Рич Ньюи               | Томас Хиггинс                                                    | 1 февраля 2016  | 0,79                |
| Калли и Брэндон боятся, что все узнают их тайну. У Брэндона появляется новый любовный интерес. Лена и Шэрон пытаются убедить Стэф лечиться. Лекси и Мариана баллотируются на пост президента класса, что создаёт напряжённые отношения между ними. Майк посещает похороны бабушки Эй Джея. |            |                                              |                        |                                                                  |                 |                     |
| 55 | 13         | «Если и когда» «If and When»                 | Элоди Кин              | Энн Мередит                                                      | 8 февраля 2016  | 0,84                |
| Калли узнаёт, что Джуд проводит время с чудаковатым подростком, которого они встретили на мероприятии. У Брэндона и Мэтта появляются разногласии в написание мюзикла. Хесус пытается узнать личность своего биологического отца. |            |                                              |                        |                                                                  |                 |                     |
| 56 | 14         | «Под водой» «Under Water»                    | Рон Лагомарсино        | Джоанна Джонсон                                                  | 15 февраля 2016 | 0,81                |
| После того, как Калли и Джуд узнают, что над Джеком издеваются в детском доме, они обращаются к Джастине за помощью. Хесус пытается узнать лучше Габриэля. Ник предлагает Хесусу рассказать Габриэлю, что он его сын. |            |                                              |                        |                                                                  |                 |                     |
| 57 | 15         | «Мелкие правонарушения» «Minor Offenses»     | Роб Морроу             | Майкл Макленнан                                                  | 22 февраля 2016 | 0,79                |
| Когда Калли поддерживает новый законопроект по уходу за приемными детьми, Стэф и Лена начинают беспокоиться. Калли просит помощи у Риты. Пытаясь произвести впечатление на Мариану, Ник просит совета у Хесуса. Стэф восстанавливается после медицинской процедуры. |            |                                              |                        |                                                                  |                 |                     |
| 58 | 16         | «Эквивалент» «EQ»                            | Энн Рентон             | Энн Мередит                                                      | 29 февраля 2016 | 0,67                |
| Пьеса Ромео и Джульетта, для которой пишет музыка Брэндон оказывается по угрозой. Дочь Риты, Хлоя, обращается за помощью к Калли после того, как её мать перестаёт брать трубку. |            |                                              |                        |                                                                  |                 |                     |
| 59 | 17         | «Шестнадцать» «Sixteen»                      | Элоди Кин              | Марисса Джо Церар                                                | 7 марта 2016    | 0,84                |
| Хесус и Мариана не могут решить как праздновать свой день рождения. Джуд надеется увидеться с Коннором в выходные. Калли и Брэндон приходят к единому мнению по поводу их отношений. |            |                                              |                        |                                                                  |                 |                     |
| 60 | 18         | «Репетиция» «Rehearsal»                      | Норман Бакли           | Меган Линн и Уэйд Соломон                                        | 14 марта 2016   | 0,73                |
| Калли выступает в поддержку Дафны на суде, чтобы помочь вернуть ей её дочь, но судья откладывает решение. Калли пытается помочь найти ей работу. |            |                                              |                        |                                                                  |                 |                     |
| 61 | 19         | «Шоу» «The Show»                             | Брэд Бредевег          | Сюжет: Джоанна Джонсон Телесценарий: Брэд Бредевег и Питер Пейдж | 21 марта 2016   | 0,80                |
| Мэтт и Мариана чувствуют привязанность во время игры в пьесе. После звонка, Стэф узнает неприятные новости. |            |                                              |                        |                                                                  |                 |                     |
| 62 | 20         | «Отче наш» «Kingdom Come»                    | Джоанна Джонсон        | Сюжет: Брэд Бредевег и Питер Пейдж Телесценарий: Джоанна Джонсон | 28 марта 2016   | 0,77                |
| Ужасное происшествие объединяет семью. Брэндон рассказывает мамам, что у Кортни есть ребёнок. |            |                                              |                        |                                                                  |                 |                     |

### Сезон 4 (2016—2017)
| № общий | № в сезоне | Название                                        | Режиссёр             | Автор сценария                                            | Дата премьеры   | Зрители в США (млн) |
| ------- | ---------- | ----------------------------------------------- | -------------------- | --------------------------------------------------------- | --------------- | ------------------- |
| 63      | 1          | «Потенциальная энергия» «Potential Energy»      | Роб Морроу           | Брэд Бредевег и Питер Пейдж                               | 20 июня 2016    | 0,91                |
| 64      | 2          | «Безопасность» «Safe»                           | Роб Морроу           | Джоанна Джонсон                                           | 27 июня 2016    | 1,05                |
| 65      | 3          | «Доверие» «Trust»                               | Элоди Кин            | Энн Мередит                                               | 11 июля 2016    | 0,80                |
| 66      | 4          | «Время от времени» «Now for Then»               | Сайлэс Ховард        | Констанс М. Бёрдж                                         | 18 июля 2016    | 0,82                |
| 67      | 5          | «Сорок» «Forty»                                 | Velvet Andrews Smith | Меган Линн и Вэйд Соломон                                 | 25 июля 2016    | 0,84                |
| 68      | 6          | «Оправдание» «Justify»                          | Келли Уильямс        | Кристиан Мартинес                                         | 1 августа 2016  | 0,93                |
| 69      | 7          | «Взлёты и падения» «Highs and Lows»             | Чандра Уилсон        | Kris Q. Rehl                                              | 8 августа 2016  | 0,80                |
| 70      | 8          | «Женский код» «Girl Code»                       | Эйприлл Уинней       | Сюжет: Дэн Рихтер Телесценарий: Меган Линн и Вейд Соломон | 15 августа 2016 | 0,88                |
| 71      | 9          | «Нью-Йорк» «New York»                           | Джоанна Джонсон      | Джоанна Джонсон                                           | 22 августа 2016 | 0,88                |
| 72      | 10         | «Сопутствующие потери» «Collateral Damage»      | Питер Пейдж          | Брэд Бредевег и Питер Пейдж                               | 29 августа 2016 | 0,99                |
| 73      | 11         | «Оскорбления» «Insult to Injury»                | Роб Морроу           | Брэд Бредевег и Питер Пейдж                               | 31 января 2017  | 0,92                |
| 74      | 12         | «Мечта, маленькая мечта» «Dream a Little Dream» | Роб Морроу           | Джоанна Джонсон                                           | 7 февраля 2017  | 0,67                |
| 75      | 13         | «Жестокое и необычное» «Cruel and Unusual»      | Норман Бакли         | Энн Мередит                                               | 14 февраля 2017 | 0,76                |
| 76      | 14         | «Двери и окна» «Doors and Windows»              | Сьюзан Флэннери      | Констанс М. Бёрдж                                         | 21 февраля 2017 | 0,73                |
| 77      | 15         | «Половое воспитание» «Sex Ed»                   | Майкл Медико         | Kris Q. Rehl                                              | 28 февраля 2017 | 0,66                |
| 78      | 16         | «Долгий путь» «The Long Haul»                   | Брэд Бредевег        | Меган Линн и Вэйд Соломон                                 | 14 марта 2017   | 0,71                |
| 79      | 17         | «Грубый алмаз» «Diamond in the»                 | Лили Марийе          | Кристиан Мартинес                                         | 21 марта 2017   | 0,69                |
| 80      | 18         | «Грязное белье» «Dirty Laundry»                 | Лаура Нисбет Питерс  | Меган Линн и Уэйд Соломон                                 | 28 марта 2017   | 0,69                |
| 81      | 19         | «Кто знал» «Who Knows»                          | Джоанна Джонсон      | Джоанна Джонсон                                           | 4 апреля 2017   | 0,62                |
| 82      | 20         | «До завтрашнего дня» «Until Tomorrow»           | Питер Пейдж          | Брэд Бредевег и Питер Пейдж                               | 11 апреля 2017  | 0,77                |

### Сезон 5 (2017)
| № общий | № в сезоне | Название                                                  | Режиссёр        | Автор сценария              | Дата премьеры   | Зрители в США (млн) |
| ------- | ---------- | --------------------------------------------------------- | --------------- | --------------------------- | --------------- | ------------------- |
| 83      | 1          | «Устоять» «Resist»                                        | Питер Пейдж     | Брэд Бредевег и Питер Пейдж | 11 июля 2017    | 0,87                |
| 84      | 2          | «Изничтожить её» «Exterminate Her»                        | Дэнни Нуччи     | Джоанна Джонсон             | 18 июля 2017    | 0,69                |
| 85      | 3          | «Контакт» «Contact»                                       | Эйприл Уитни    | Энн Мередит                 | 25 июля 2017    | 0,76                |
| 86      | 4          | «Слишком быстро, слишком свирепо» «Too Fast, Too Furious» | Тейт Донован    | Кристиан Мартинес           | 1 августа 2017  | 0,66                |
| 87      | 5          | «Повествование» «Telling»                                 | Энн Рентон      | Kris Q. Rehl                | 8 августа 2017  | 0,69                |
| 88      | 6          | «Добро пожаловать в Джанглер» «Welcome to the Jungler»    | Келли Уильямс   | Меган Линн и Уэйд Соломон   | 15 августа 2017 | 0,61                |
| 89      | 7          | «Погоня за водопадами» «Chasing Waterfalls»               | Чандра Уилсон   | Брэд Бредевег и Питер Пейдж | 22 августа 2017 | 0,58                |
| 90      | 8          | «Помолвка» «Engaged»                                      | Кис Ван Оострум | Меган Линн и Уэйд Соломон   | 29 августа 2017 | 0,58                |
| 91      | 9          | «Выпускной» «Prom»                                        | Джоанна Джонсон | Джоанна Джонсон             | 5 сентября 2017 | 0,74                |